# Remington Модель 95

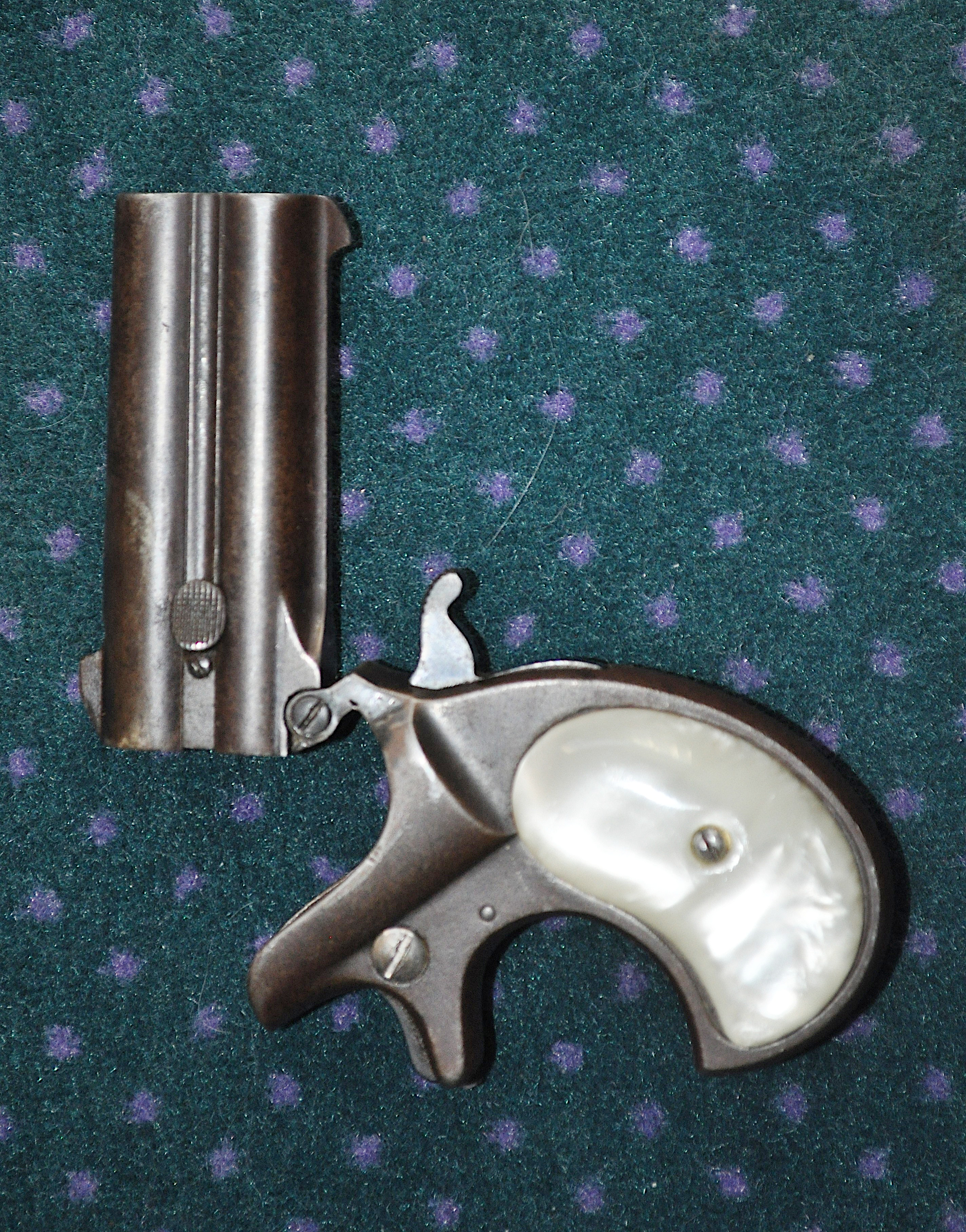
Remington Модель 95 з перламутровими щічками та відкритими стволами для заряджання

Remington Модель 95 двоствольний кишеньковий пістолет, який зазвичай називають Деррінджер. Конструкція трохи змінювалася за майже 70 років виробництва через кілька фінансових реорганізацій виробника, що привело до повторення послідовності серійних номерів. Пістолети пропонували з гравіруванням або пласким воронуванням або з нікелюванням з щічками руків'я з металу, горіху, палісандру, ебоніту, слонової кістки або перламутру.

## Конструкція та виробництво
Пістолет Remington Double Derringer випускали з 1866 по 1935 роки. Зброя до 1869 року не мали екстракторів. Перші 100 Double Derringers мали штампи "Manufactured by E. REMINGTON & SONS, ILION, N.Y." на правому боці стволу та "ELLIOT'S PATENT DEC. 12, 1865" на лівому боці стволу.  (Це відноситься до патенту США 51,440 зброяра Вільяма Г. Елліота "Удосконалення багатоствольної вогнепальної зброї", який досить детально описує ключові особливості оригінальної конструкції.)  Після перших 100 одиниць, слова "manufactured by" більше не штампували між стволами. Є кілька пістолетів з мітками "Remington's Ilion NY USA",  але причина цього маркування не відома. На пістолетах з серійними номерами після 1600 було встановлено екстрактор на лівому боці між стволами. На пістолетах з серійними номерами після 2400, маркування перенесли на верхню частину стволів в два рядки. "E. REMINGTON & SONS, ILION, N.Y.;  ELLIOT'S PATENT DEC. 12th 1865." Це була Друга Модель, яка серед колекціонерів отримала назву "Two Line". Напис на верхній планці змінено на "REMINGTON ARMS CO. ILION N.Y." в 1888 році, це Третя Модель. В 1911 році маркування були змінені на "REMINGTON ARMS - U.M.C. CO. ILION, N.Y." В 1921 році компанія Remington адаптували систему нумерації для кожної моделі. В цей час Double Derringer став Модель 95. 
Компанія Remington випустила понад 150000 двоствольних деррінджерів з вертикальним розташуванням з 1866 року до кінця виробництва в 1935 році. Зброю випускали лише під набій .41 Short. Існує чотири моделі з різними варіантами. Перша модель, перший варіант лише перші 100 одиниць з маркуванням "MANUFACTURED BY E. REMINGTON & SONS" на одному боці планки та "ELLIOTS PATENT DEC 12 1865" на іншому боці планки. Ці пістолети дуже рідкісні. Другий варіант має таке саме маркування без напису "manufactured by". Третій варіант мав екстрактор на лівому боці та згадується як "extractor cut." Четвертий варіант мав маркування "REMINGTONS ILLION NY" і є дуже рідкісними.
Друга модель має маркування на верхній частині планки в дві строчки, "E REMINGTON & SONS ILION NY," "ELLIOTS PATENT DEC 12 1865". Варіантів не існує.
В 1886 році компанія Remington збанкрутувала і в 1888 році була придбана консорціумом Hartley&Graham та Winchester Arms Co. Назву компанії змінили Remington Arms Co. та починаючи з 1888 року вся зброя Remington маркувалася цією назвою. Третю модель випускали в 6 варіантах, всі з маркуванням "REMINGTON ARMS CO, ILION NY". на верхній частині планки. Варіанти відрізняються стилем шрифту. Перший варіант третьої моделі мали серійні номери, але всі інші варіанти були позначені партіями, а не серійними номерами. Після об'єднання компаній Remington та UMC Cartridge Co в 1910 році, починаю з 1911 року четверта модель мала маркування "REMINGTON-U.M.C.CO.ILION,N.Y." і мала серійні номери. Починаючи з 1922 року вся зброя Remington штампувалася двома літерами для позначення місяця та року доставки. Другий варіант мав зміцнені петлі та серійні номери, які починалися з літери "L". Їх продавали під назвою Модель 95. Третя і фінальна модель не має бокової планки і згадується як "monoblock". До 1935 року було випущено приблизно 500 моноблоків, після цього було відправлено лише десять пістолетів.
Інформація вище наведена з книги "Dr. William H. Elliot's Remington Double Derringer." Graphic Publishers, 2008, ISBN 1-882824-35-0

## Продуктивність

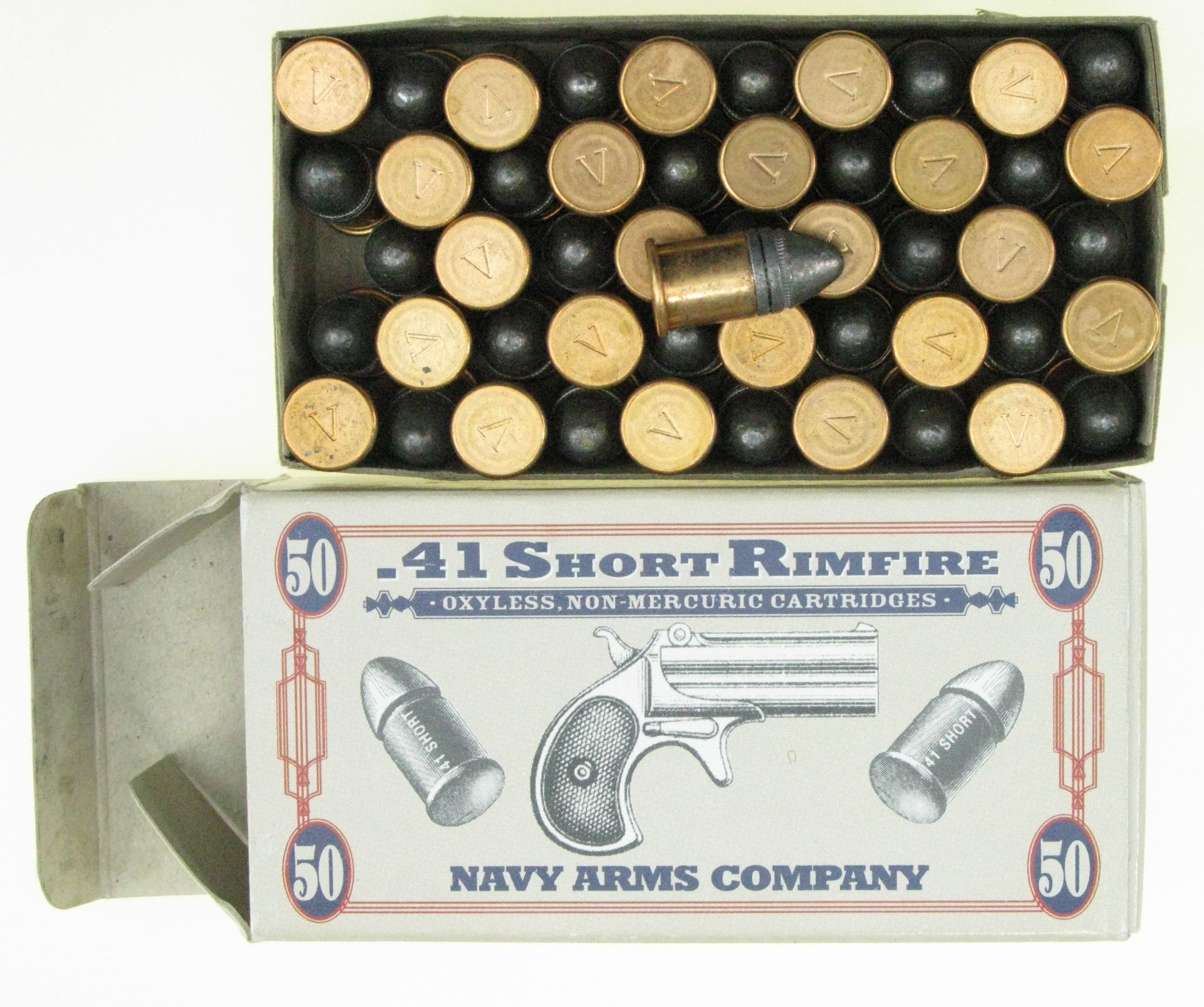
Набої .41 rimfire

Відповідно до книги Cartridges of the World набій .41 Rimfire містить свинцеву кулю вагою 8,4 г з зарядом димного пороху вагою 0,8 г.  Дулова швидкість становить 130 м/с, дулова енергія — 71 Дж. Однак нещодавно дослідник вогнепальної зброї Голт Бодінсон заперечив ці висновки. Він стверджує, що при випробуванні куля ваго 8,4 г рухалася зі швидкістю 209 м/с створивши при цьому енергію в 150 Дж — значна різниця в балістичній енергії на відміну від перших випробувань. Різниця у висновках може бути пов'язана з відмінностями в конкретних боєприпасах, якими стріляли або в обладнанні, яке використовували для вимірювання.

## В масовій культурі
Деррінджери Remington часто грали вирішальну роль у подвигах Джеймса T. Веста, вигаданого агенту секретної служби, в американському серіалі Дикий Дикий Вест (1965 - 1969). Вест носив до трьох деррінджерів: один прихованою запасною зброєю на додачу до основного револьвера, який він носив відкрито. Цей деррінджер він носив в кишені жилета або у внутрішній кишені піджака. Інший деррінджер носив в правому рукава, а третій було розібрано на дві частини, блок з двох стволів був розташований у каблуку одного черевика, а рамка в іншому каблуку.
В серії  "Judgment in Heaven" (S01E15; 22 грудня 1965) серіалу Велика долина, Джеррод Барклі дарує Хіту нікельований Double Derringer з перламутровими щічками на Різдво.
Паладін в серіалі Have Gun, Will Travel (1957 - 1963), носив Remington Double Derringer за пряжкою збройного ременя.
Дж.Б. Букс, якого зіграв Джон Вейн, приховано носив Double Derringer в своєму гаманці, щоб застрелити грабіжника, який намагається обікрасти його в фільмі 1976 року The Shootist.
Полковник Дуглас Мортімер, якого зіграв Лі Ван Кліф в фільмі На декілька доларів більше (1965), застрелив Хуана Вайлда на прізвисько "Горбань" (якого зіграв Клаус Кінскі) з Remington Модель 1866 під час протистояння один на один.
В мультсеріалі Сімпсони в епізоді "Simpsons Tall Tales" персонажі Барта та Нельсона зображують Тома Соєра та Гекльберрі Фінна. Двоє починають бійку на гральному пароплаві на Міссісіпі під час якої відвідувачі бару починають стріляти з комічних слабких Деррінджерів. Усі кулі відскакують від скляних пляшок, скляних пивних кухлів, скляних вікон та їхніх жертв не завдаючи шкоди.
В рекламній короткометражці до гри Team Fortress 2 "Термін придатності" персонаж міс Полінг тримає пістолет Remington Model 95 в стилі Деррінджера. Крім того пістолет зображений в короткометражці повинен був використовуватися класом Шпигунів.
Персонаж гри Мор, Підмінювач, має Remington Double Derringer своєю фірмовою зброєю.